# Zoot Suit (Stil)

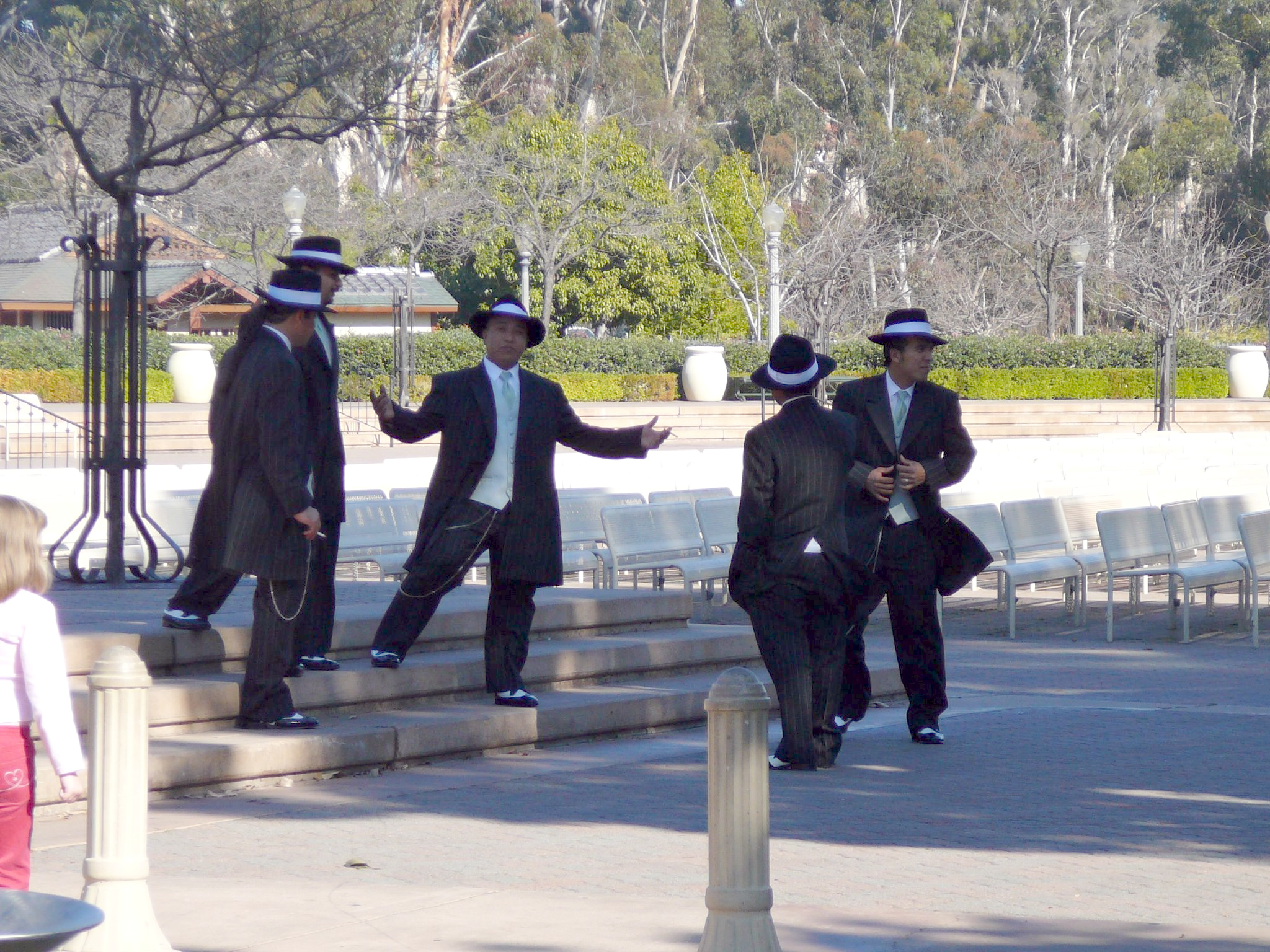
Moderne Zoot-Suits

Der Zoot Suit ist ein Anzug mit wattierten Schultern und eng zulaufender Hose, der in den 1930er und 1940er Jahren in den USA vor allem von Afroamerikanern, mexikanischen Amerikanern, Puertoricanern, Italo-Amerikanern und Filipino-Amerikanern getragen wurde.

## Bestandteile
Der Zoot Suit besteht meist aus einer hochsitzenden, in den Beinen weit geschnittenen und an den Füßen eng zulaufenden Hose (Spanisch: tramas), einem langen Mantel mit weiten Ärmeln und wattierten Schultern (Spanisch carlango). Dazu wurde meist der Fedora, manchmal mit einer langen, weißen Feder (Spanisch: tapa oder tanda) sowie spitzen Schuhen (Spanisch: calcos) getragen. Er wurde auch als klassischer Dreiteiler mit Herrenweste, Anzughemd und Krawatte getragen.

## Geschichte

Männer im Zoot-Suit (1942)

Diese Art von Anzug war zunächst in der Jazz-Kultur Harlems beliebt, dort wurden sie zum Ende der 1930er Jahre als drapes bekannt. In Los Angeles wurde der Anzug dann von jungen Mexiko-Amerikanern, speziell den Pachucos, übernommen. Der Stil verbreitete sich daraufhin in den ganzen USA. Er war unter anderem auch Markenzeichen von Al Capone. Auch die Zoot Suit Riots in den USA erhielten ihren Namen von dem Anzug.
Der Stil der Zoot Suits wurde in den 1940er Jahren auch von schwarzen Einwanderern aus der Karibik nach Großbritannien gebracht. Der englische Maler Edward Burra stellte 1948 in einem Werk (Aquarell mit Tusche) Zoot Suits eine Gruppe junger Einwanderer nach der Mode gekleidet dar.
In den 1950er Jahren aus der Mode gekommen, wird der Anzug heute nur noch selten getragen.